# تپه خاکی (بندرگز)
تپه خاکی مربوط به دوران پیش از تاریخ ایران باستان - است و در بندرگز، خیابان ۲۰ متری کمربندی واقع شده و این اثر در تاریخ ۲۵ اسفند ۱۳۷۹ با شمارهٔ ثبت ۳۶۴۴ به‌عنوان یکی از آثار ملی ایران به ثبت رسیده است.بر روی تابلویی که در محل این اثر باستانی از سوی سازمان میراث فرهنگی نصب شده است نوشته شده است که این اثر بعد از گمانه زنی ها سر انجام در سال۱۳۷۹ به عنوان اثر ملی نام گرفت که این اثر نشاندهنده زندگی مردمانی از هزاره پنجم  قبل از میلاد در این منطقه می باشد. البته چیزی که به آن اشاره شد فقط برداشتی مفهومی از آن متن بود .